# Championnat de Chypre de football 1976-1977
Navigation
Saison précédente Saison suivante
La saison 1976-1977 du Championnat de Chypre de football était la 39e édition officielle du championnat de première division à Chypre. Les seize meilleurs clubs du pays se retrouvent au sein d'une poule unique, la Cypriot First Division, où ils s'affrontent 2 fois, à domicile et à l'extérieur. En fin de saison, le dernier du classement est relégué et est remplacé par le champion de D2.
C'est le club de l'Omonia Nicosie, triple tenant du titre, qui remporte le 7e titre de champion de Chypre de son histoire, il devance de 3 points l'APOEL Nicosie et de 14 points le Pezoporikos Larnaca. En fin de classement, l'ASIL Lysi, déjà sauvé la saison dernière par l'absence de relégation dû au passage du championnat de 15 à 16 clubs, doit cette saison se résigner à descendre en D2, après un parcours catastrophique : 1 victoire, 5 match nul et 24 défaites.

## Les 16 clubs participants
- Evagoras Paphos
- AEL Limassol
- Olympiakos Nicosie
- Digenis Morphou
- EPA Larnaca
- ASIL Lysi
- Omonia Nicosie
- APOEL Nicosie
- Alki Larnaca
- Pezoporikos Larnaca
- Anorthosis Famagouste
- Nea Salamina
- Apollon Limassol
- EN Paralimni
- Aris Limassol
- Chalkanoras Idaliou - Promu de D2

## Compétition

### Classement
Le barème utilisé pour établir le classement est le suivant :
- Victoire : 2 points
- Match nul : 1 point
- Défaite : 0 point

| Rang | Équipe                | Pts | J  | G  | N  | P  | Bp | Bc | Diff |
| ---- | --------------------- | --- | -- | -- | -- | -- | -- | -- | ---- |
| 1    | Omonia Nicosie T      | 54  | 30 | 26 | 2  | 2  | 88 | 20 | +68  |
| 2    | APOEL Nicosie         | 51  | 30 | 22 | 7  | 1  | 77 | 15 | +62  |
| 3    | Pezoporikos Larnaca   | 40  | 30 | 16 | 8  | 6  | 45 | 21 | +24  |
| 4    | Aris Limassol         | 36  | 30 | 16 | 4  | 10 | 53 | 46 | +7   |
| 5    | EPA Larnaca           | 35  | 30 | 14 | 7  | 9  | 37 | 24 | +13  |
| 6    | Alki Larnaca          | 33  | 30 | 13 | 7  | 10 | 46 | 37 | +9   |
| 7    | Anorthosis Famagouste | 33  | 30 | 13 | 7  | 10 | 35 | 35 | 0    |
| 8    | EN Paralimni          | 29  | 30 | 9  | 11 | 10 | 48 | 32 | +16  |
| 9    | Evagoras Paphos       | 29  | 30 | 12 | 5  | 13 | 38 | 50 | -12  |
| 10   | Apollon Limassol      | 25  | 30 | 9  | 7  | 14 | 34 | 43 | -9   |
| 11   | Olympiakos Nicosie C  | 25  | 30 | 9  | 7  | 14 | 31 | 44 | -13  |
| 12   | Chalkanoras Idaliou P | 25  | 30 | 10 | 5  | 15 | 37 | 54 | -17  |
| 13   | Nea Salamina          | 22  | 30 | 6  | 10 | 14 | 36 | 49 | -13  |
| 14   | AEL Limassol          | 22  | 30 | 7  | 8  | 15 | 32 | 49 | -17  |
| 15   | Digenis Morphou       | 14  | 30 | 3  | 8  | 19 | 17 | 71 | -54  |
| 16   | ASIL Lysi             | 7   | 30 | 1  | 5  | 24 | 25 | 89 | -64  |

|  | Qualification pour la Coupe des clubs champions 1977-1978                              |
|  | Qualification pour la Coupe des Coupes 1977-1978                                       |
|  | Qualification pour la Coupe UEFA 1977-1978                                             |
|  | Relégation directe en deuxième division                                                |
|  | T : Tenant du titre C : Vainqueur de la Coupe de Chypre P : Promu de deuxième division |

## Bilan de la saison
| Championnat de Chypre de football 1976-1977 |                           |
| Champion                                    | Omonia Nicosie (7e titre) |
| Coupes et trophées                          |                           |
| Vainqueur de la Coupe de Chypre 1976-1977   | Olympiakos Nicosie        |
| Qualifications continentales                |                           |
| Coupe des clubs champions 1977-1978         | Omonia Nicosie            |
| Coupe des Coupes 1977-1978                  | Olympiakos Nicosie        |
| Coupe UEFA 1977-1978                        | APOEL Nicosie             |
| Promotions et relégations                   |                           |
| Promus en Cypriot First Division            | APOP Paphos               |
| Relégués en Cypriot Second Division         | ASIL Lysi                 |